# إجهاد زووم
إجهاد زووم Zoom fatigue هو التعب أو القلق أو الإرهاق المرتبط بالإفراط في استخدام منصات الاتصال الافتراضية، وخاصة مؤتمرات الفيديو. ويستمد اسمها من المؤتمرات عن طريق الفيديو كونفرنس وبرامج الدردشة على الإنترنت مثل الزووم ، حتى لو كان يستخدم للإشارة إلى عدم التكبير منصات الفيديو كونفرنس (جوجل قاء، فرق مايكروسوفت، سكايب، الخ). انتشر المصطلح بشكل كبير خلال وباء COVID-19 حيث زاد استخدام برامج مؤتمرات الفيديو للأشخاص للتحدث والتواصل مع الآخرين أثناء بقائهم في المنزل. تُعزى ظاهرة إجهاد زووم إلى الحمل الزائد من الإشارات غير اللفظية والتواصل الذي لا يحدث في المحادثة العادية، وزيادة متوسط حجم المجموعات والاجتماعات في مكالمات الفيديو.

## الأسباب
في فترة زمنية قصيرة جدًا، تحديدات بدايات عام 2021 أجبر جائحة الفيروس التاجي ملايين الأشخاص على العمل والتعلم والتواصل الاجتماعي عن بُعد. دفع هذا الترابط المستمر بعض الناس إلى البدء في التعرف على الظاهرة الجديدة المتمثلة في إجهاد زووم ليس كتشخيص رسمي، ولكن كشيء مشابه للإرهاق أو التعب والإجهاد. وبالتالي، ساهم الإغلاق والحجر الصحي والعمل عن بُعد والضغوط الإضافية الأخرى في إجهاد زووم.

### الإجهاد البدني
في حين أن ثقافة «العمل من المنزل» (WFH) كانت دائمًا مرتبطة بخدمات البرمجيات / القطاع المتعلق بتكنولوجيا المعلومات، أجبر جائحة مرض فيروس كورونا 2019 أكثر من 85% من الخدمات والقطاعات الأخرى على تبني هذه الطريقة. لقد فتح هذا المفهوم الجديد لـ العمل من المنزل للقطاعات الأخرى تحديات جديدة بين الأسر مثل عدم وجود مساحة عمل مخصصة أو العديد من أفراد الأسرة الذين يعملون من المنزل في وقت واحد.
وجدت دراسة أجراها معهد دراسات التوظيف (IES)، التي أجريت خلال الأسبوعين الأولين من الإغلاق، أن أكثر من نصف المشاركين في الاستطلاع أفادوا بأوجاع وآلام جديدة، خاصة في الرقبة (58 %) والكتف (56) %) والعودة (55 %)، مقارنة بحالتهم الطبيعية. كما لاحظت أن الحياة العملية الجديدة زادت من ساعات عملهم بساعات غير منتظمة. كانت زيادة استهلاك الكحول، وتناول نظام غذائي أقل صحة، وقلة النوم من الأسباب الأخرى للقلق.
أظهرت دراسة أخرى أن بعض العمال يفضلون العمل من السرير. في الواقع، وجد هذا الاستطلاع مع أكثر من ألف أمريكي في تشرين الثاني (نوفمبر) 2020، أن 72% من الأشخاص الذين شملهم الاستطلاع كانوا يعملون من فراشهم. تسببت هذه العادة في حدوث مشكلات صحية، خاصة بالنسبة للعمال الشباب والطلاب الذين تتراوح أعمارهم بين 18 و34 عامًا والذين هم الأقل احتمالية لامتلاك مكتب وكرسي مناسبين. كانت بعض هذه المشاكل عبارة عن صداع محدود أو مطول إلى تصلب دائم في الظهر والتهاب المفاصل وآلام عنق الرحم.

### الاثر النفسي
في مكالمة الفيديو، تكون العقول معًا، لكن الأجساد ليست كذلك؛ يتسبب هذا التنافر المعرفي في مشاعر صراع مرهقة. يرجع هذا التعارض إلى حقيقة أن المستخدمين متصلين فعليًا ولكنهم لا يشاركون نفس المساحة فعليًا. يشير جيانبيرو بيتريلييري، الأستاذ المشارك في إنسياد، إلى أن إرهاق زووم يأتي نتيجة اضطرار الناس إلى إيلاء المزيد من الاهتمام للإشارات غير اللفظية مثل نغمة الصوت ونبرة الصوت وتعبيرات الوجه ولغة الجسد، وهي عملية تتطلب من العقل القيام بذلك. العمل بجهد أكبر مما قد تحتاج إليه في بيئة وجهاً لوجه. يستخدم المشاركون مستويات عالية من الطاقة المعرفية من أجل التعرف على الإشارات غير اللفظية التي يصعب تصورها لأن البيئة غير مشتركة. بالإضافة إلى ذلك، فإن التأخير القصير الذي يحدث عند نقل مكالمات الفيديو يخلق أيضًا انطباعًا سلبيًا عن الآخرين، حتى لو كان ضئيلًا، فإنه يجعل الناس ينظرون إلى المستجيب على أنه أقل ودية وتركيزًا. علاوة على ذلك، أثناء الاتصال وجهاً لوجه، يعطي الصمت إيقاعًا طبيعيًا للمحادثة، في مكالمة الفيديو، يولد الصمت القلق.
تقول ماريسا شفلر، الأستاذة المساعدة في جامعة كليمسون، أن الناس لديهم وعي أكبر بمراقبتهم أثناء وجودهم أمام الكاميرا، ويمكن أن يشعروا بإحساس أكبر بالوعي الذاتي من خلال رؤية صورتهم الخاصة: «عندما تكون في مؤتمر فيديو، أنت تعرف أن الجميع ينظر إليك؛ أنت على خشبة المسرح، لذلك يأتي الضغط الاجتماعي والشعور بالحاجة إلى الأداء. أن تكون أدائيًا أمر محطم للأعصاب وأكثر إرهاقًا». يدرك الدماغ البشري التهديد من وجود وجه مكبر في الأماكن الخاصة مثل المنزل.

### الطريقة والسياق
يرتبط ظهور إجهاد Zoom بجائحة COVID-19 التي أدت إلى جانب الحد من الاتصالات الاجتماعية إلى تغيير عاداتهم. في الواقع، العديد من جوانب الحياة التي كانت تُفصل تقليديًا مثل العمل والأسرة، تحدث الآن في نفس المكان وهذا يجعل الناس معرضين للخطر. ما يزيد الوضع سوءًا هو عدم إلمام بعض الأشخاص باستخدام الأجهزة الرقمية. يسمى عدم القدرة على التعامل مع التقنيات الجديدة Technostress. في الواقع، تسلط نظرية الفجوة الرقمية الضوء على وجود اختلافات عالمية في الوصول إلى التقنيات الرقمية واستخدامها. على سبيل المثال، تعد عملية التعلم عن بعد أكثر صعوبة للطلاب المقيمين في المناطق الريفية حيث تتكرر مشكلات الاتصال. لكل هذه الأسباب، أثناء الجلسات الحية عبر الإنترنت، كان من الصعب الحفاظ على مستوى جيد من التركيز والحفاظ على معدلات عالية من الطاقة المعرفية.

## الآثار
العواقب الأكثر صلة بإرهاق زووم والتي يجب الإشارة إليها هي الاثار الجسدية والعاطفية.

### الاثار الجسدية
أهم وأخطر العواقب الجسدية لإرهاق الزووم تؤثر على العينين والكتف (مما يسبب تصلب الظهر) والمفاصل (التسبب في التهاب المفاصل) وعنق الرحم. الصداع، والصداع النصفي، وتهيج العين والألم، وعدم وضوح الرؤية والمزدوجة، والدموع المفرطة والوميض هي الأعراض الجسدية الأكثر شيوعًا والمرئية على الفور لاجهاد الزووم. علاوة على ذلك، هناك عواقب أخرى تؤثر على الجسم من وجهة نظر عقلية، حتى لو كانت أقل وضوحًا، فهي الأكثر إشكالية لأنها يمكن أن تؤثر على الجسم لفترة طويلة، ومن الصعب أيضًا تشخيصها وبالتالي من الصعب تشخيصها. لتعالج. وبعضها قلة الانتباه، واضطرابات النوم، والاكتئاب، ونضوب القدرات العقلية أو البدنية، والقصور الذاتي.

### الاثار العاطفية
تعتبر العواقب العاطفية لإرهاق زووم أمرًا أساسيًا يجب مراعاته نظرًا لأن لها أهمية كبيرة في نهج الفرد مع العلاقات الاجتماعية ومع بيئة العمل.
- الإرهاق العاطفي، شعور مزمن طويل الأمد. يكون استخدام الطاقة أثناء مكالمة Zoom أعلى، ولا يستطيع الأشخاص التعافي وإعادة النشاط في أوقات فراغهم، وبالتالي يعانون من الإرهاق بشكل دائم.
- النضوب، وعدم وجود الحافز ينعكس في عدم الرغبة في الانخراط في العديد من المهام المختلفة التي تتطلب الجهد والتحكم في النفس.
- الغزو التكنولوجي، الذي يشير إلى تغلغل التكنولوجيا في كل جانب من جوانب الحياة، مما يؤدي إلى الشعور بعدم الراحة لدى الأفراد، مما يؤدي إلى الشعور بالارتباط المستمر[13]

## التحول إلى الاستهلاك الرقمي
قبل الوباء، كانت العلاقات تُجرى دائمًا من خلال مجموعة متنوعة من الوسائل، وجهاً لوجه، وعبر الهاتف، ورسائل البريد الإلكتروني، ووسائل التواصل الاجتماعي، ومؤتمرات الفيديو، وأكثر من ذلك، حيث كانت غالبية التفاعلات وجهاً لوجه. تغير هذا بشكل كبير حيث أدى الإغلاق إلى إبعاد جهات الاتصال والأنشطة اليومية. نتيجة لهذه القيود الشديدة، اضطرت المؤسسات والأفراد إلى التحول بسرعة من التفاعلات المادية إلى التفاعلات الافتراضية، مما أدى إلى الإفراط في استخدام منصات مؤتمرات الفيديو.

### زيادة استخدام منصات التداول بالفيديو
فجأة، أصبحت التكنولوجيا أهم الأصول وشهد تطبيق زووم، وشهدت منصات مؤتمرات الفيديو الأخرى ارتفاعًا هائلاً. حصل برنامج زووم، الذي لم يكن معروفًا من قبل، على مكانته كلاعب مهيمن يبلغ عن 300 مليون مشارك في الاجتماع اليومي، وارتفع من إجمالي 10 ملايين مشارك في الاجتماع اليومي في ديسمبر 2019 إلى 300 مليون في أبريل 2020. أعلنت منصة مايكروسوفت تيمز في أبريل 2020، أن لديها 75 مليون مستخدم نشط يوميًا، قفزة من 70 بالمائة في شهر واحد. سجلت مايكروسوفت أيضًا 200 مليون مشارك في الاجتماع في يوم واحد من نفس الشهر. هناك لاعب مهم آخر هو جوجل مييت، الذي أضاف ما يقرب من 3 ملايين مستخدم جديد كل يوم، ليصل إلى أكثر من 100 مليون مشارك يوميًا في اجتماعات التطبيق. في نفس الشهر، كشفت Cisco أيضًا أن لديها إجمالي 300 مليون مستخدم Webex وشهدت تسجيلات ما يقرب من 240,000 في فترة 24 ساعة.

### زيادة الوظائف المتعددة لمنصات مؤتمرات الفيديو
تقليديًا، يستخدم العديد من الأشخاص هذه الأنظمة الأساسية بطريقة أكثر تقليدية، مثل مكالمات العمل أو للبقاء على اتصال مع العائلة والأصدقاء، ومع ذلك، كان هناك عدد متزايد من حالات الاستخدام الإبداعي، وذلك بفضل توفر الأجهزة المختلفة وحلول البرامج. في هذا الصدد، تعمل مكالمات الفيديو على تعزيز الشعور بالترابط من خلال تسهيل مشاركة الروتين اليومي. على سبيل المثال، يميل الأزواج إلى ترك الفيديو قيد التشغيل أثناء القيام بأنشطة أخرى والتفاعل من حين لآخر مع الشريك الآخر أو الأطفال الذين يرغبون في «العرض والتحدث» في نفس الوقت، نظرًا لأن الاتصال بمكالمات الفيديو أمر طبيعي أكثر من الصوت أو الرسائل النصية.بدأت العائلات والأصدقاء الاحتفال بالعطلات عبر الإنترنت، مثل عيد الفصح وعيد الفصح، أو ببساطة مشاهدة فيلم أو ممارسة الألعاب أو الاحتفال بأعياد الميلاد. أصبحت بعض الأنشطة الموجهة جسديًا والمرتبطة بالحياة الاجتماعية أو الاهتمامات الشخصية افتراضية أيضًا، مثل عقد الخدمات الكنسية أو دروس اليوجا بتنسيق عبر الإنترنت.شارك الناس بنشاط في ندوات عبر الإنترنت للحصول على الدعم النفسي أو الاستشارة المهنية أو الصحية، وما إلى ذلك، كانت وسيلة للتعامل مع أزمة COVID-19.